# سوه (رومانی)
شهر سوه (به رومانیایی: Săveni) در شهرستان بوتوشنی در کشور رومانی واقع شده‌است. جمعیت این شهر ۸٬۶۸۵ نفر  است.